# Katy Couprie

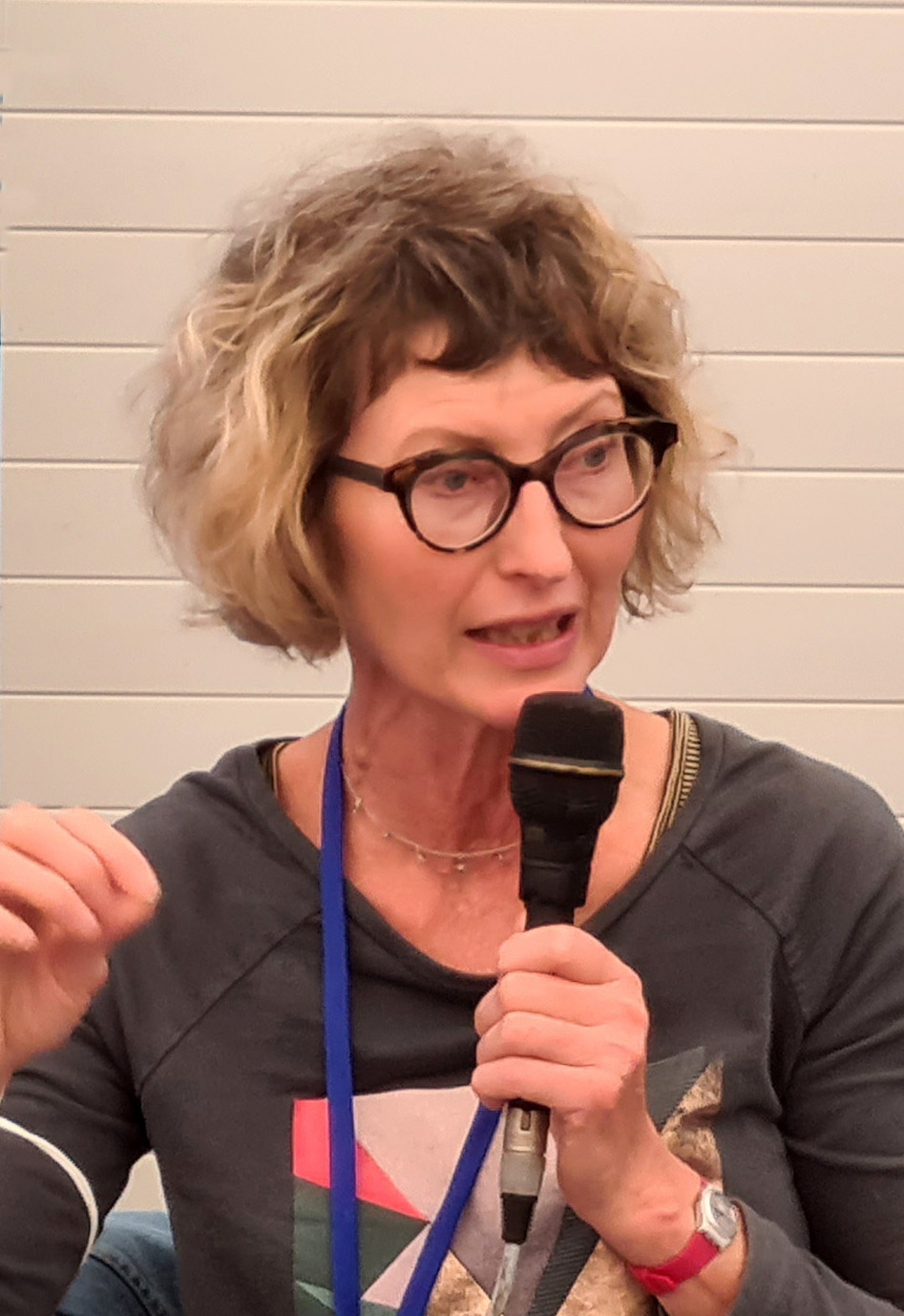
Katy Couprie (2021)

Katy Couprie (* 27. Juni 1966 in Fontenay-aux-Roses) ist eine französische Autorin, Illustratorin, Malerin und Fotografin.
Katy Couprie studierte Kunst und Grafik in Paris und Chicago. Sie lebt in Saint-Dizier.
Mit einer Sondergenehmigung haben die französischen Künstler Katy Couprie und Antonin Louchard viele Nächte lang im Louvre fotografiert, arrangiert, nachgemalt und schlicht gespielt. Der Nike von Samothrake setzten sie einen Vogelkopf auf, der ertrinkenden Märtyrerin stellten sie eine Anleitung zum Rettungsschwimmen beiseite, bauten das Floß der Medusa mit Playmobil-Männchen nach und wickelten neben einem ägyptischen Mumienporträt eine Barbie-Puppe als Mumie eingewickelt. Schließlich mimte Antonin die Mona Lisa. Die Objekte wurden fotografiert und im Buch "Die ganze Kunst" publiziert.

## Werke
- "Tout un Louvre" (dt. "Die ganze Kunst"), mit Antonin Louchard
  - Lektorix August 2006
  - LUCHS 175 August 2001
- "Die ganze Welt" (mit Antonin Louchard), Gerstenberg Verlag 2008, ISBN 978-3-8369-4954-5
  - Deutscher Jugendliteraturpreis 2002 in der Kategorie "Bilderbuch"